# ジョン・シャーリー＝カーク
ジョン・シャーリー＝カーク（John Shirley-Quirk, 1931年8月28日 - 2014年4月7日）は、イギリスのバリトン歌手。
リヴァプールの生まれ。ホルト高校の聖歌隊で声楽の経験を積んだが、当初はヴァイオリンを好み、ヴァイオリンの演奏で奨学金を獲得してリヴァプール大学に進学し、化学と物理学を専攻した。一方でオーステン・カーネギーの下で声楽の勉強を続けた。
大学卒業後はアクトン専門学校で化学の講師を務めながらロイ・ヘンダーソンの薫陶を受け、1961年グラインドボーン音楽祭に於いてハンス・ヴェルナー・ヘンツェの《若い恋人たちのエレジー》のイギリス初演でグレゴール・ミッテンホーファー役を代役として歌って声楽家デビューを飾った。
翌年にはクロード・ドビュッシーの《ペレアスとメリザンド》の医師役を歌い、さらにヨハン・ゼバスティアン・バッハのクリスマス・オラトリオを歌ってベンジャミン・ブリテンの知己を得た。
1964年にはブリテンの主宰するイギリス・オペラ・グループに参加し、《カーリュー・リヴァー》の渡し守役で評判をとった。
1973年にはコヴェントガーデン王立歌劇場でブリテンの《ヴェニスに死す》の公演に参加し、翌年にはメトロポリタン歌劇場でも《ヴェニスに死す》の公演に参加してアメリカ・デビューを飾った。1982年にはオールドバラ音楽祭の芸術副監督に就任し、
1991年からはボルティモアのピーポディ音楽院で教鞭をとった。
1975年にはCBEを受勲している。
2014年にバースにて死去。

## 註
| スタブアイコン | サブスタブ | この項目は、まだ閲覧者の調べものの参照としては役立たない、歌手に関連した書きかけの項目です。この項目を加筆・訂正などしてくださる協力者を求めています（P:音楽/PJ:芸能人）。 |